# Björn Mosten
Björn Olof Hampus Mosten (Dvärsätt, 14 luglio 1997) è un attore e modello svedese.

## Biografia
Björn Mosten è nato e cresciuto a Dvärsätt, nella contea di Jämtland, e dopo essersi diplomato al liceo si è trasferito a Uppsala per studiare ingegneria civile presso l'Università di Uppsala, lavorando saltuariamente come modello per pagarsi gli studi. Nel novembre 2020 ha debuttato come attore nella serie Love & Anarchy, prodotta per Netflix e diretta da Lisa Langseth, nel ruolo da coprotagonista del tecnico IT, Max Järvi.
Alla fine del 2022 ha fatto il suo debutto teatrale, interpretando Marcus nella commedia Jakten al Teatro Municipale di Stoccolma.

## Filmografia

### Televisione
- Love & Anarchy (Kärlek & Anarki) - serie TV, 16 episodi (2020-2022)
- Ondskan - serie TV, 6 episodi (2023)